# Mariene ecoregio Kamtsjatkakust en -plat
De Mariene ecoregio Kamtsjatkakust en -plat (46) (Engels: Kamchatka Shelf and Coast marine ecoregion) is een biogeografische regio en ligt in het noorden van de Grote Oceaan in de Mariene provincie Koude Gematigde Noordwestelijke Stille Oceaan (8) in het Marien rijk Gematigde Noordelijke Stille Oceaan. De mariene ecoregio is vastgesteld door het World Wide Fund for Nature en The Nature Conservancy en is vernoemd naar de kust en het continentaal plat van het schiereiland Kamtsjatka.
In het noordoosten grenst het gebied aan de mariene ecoregio Oostelijke Beringzee (14), in het zuidoosten aan de mariene ecoregio Aleoeten (53) en in het zuidwesten aan de mariene ecoregio Oyashiostroom (47).

## Geografie
De mariene ecoregio ligt in het noorden van de Grote Oceaan voor de oostkust van Rusland (kraj Kamtsjatka en Tsjoekotka). Het gebied ligt in de Beringzee en strekt zich uit van Kaap Navarin in het noordoosten tot vlak bij de zuidpunt van het schiereiland Kamtsjatka in het zuidwesten. Het omvat onder andere de wateren rond de eilanden Karaginski-eiland, Beringeiland en Mednyeiland.
Door het gebied stroomt de Kamtsjatkastroom, onderdeel van de Beringzeegyre.

## Biogeografie
Het gebied kent zeeleven dat houdt van gematigde temperaturen.